# Perlkranz

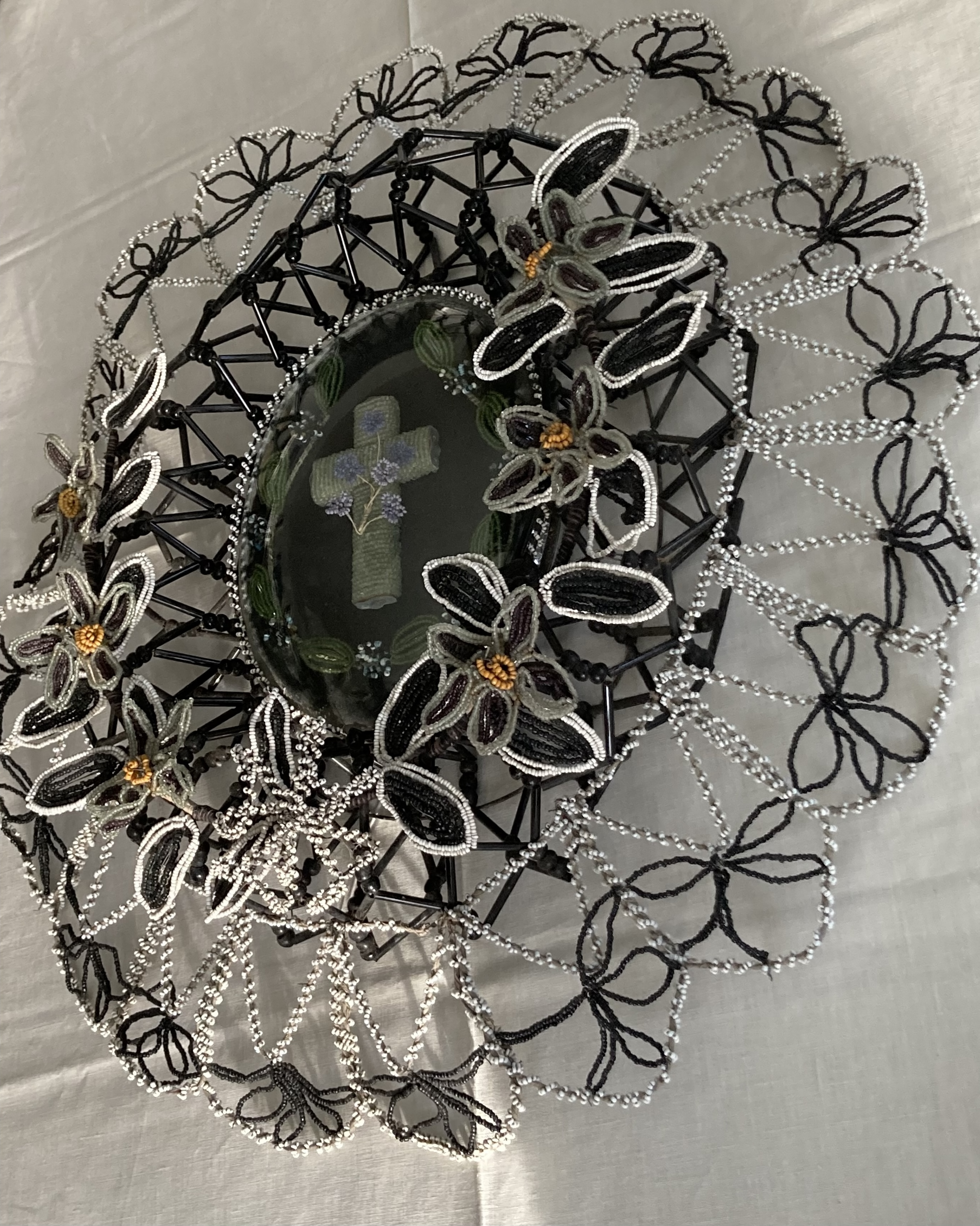
Der Perlkranz hat in der Mitte eine Glaskuppel, die ein christliches Motiv beinhaltet und vor Wettereinflüssen schützt.

Der Perlkranz war ein zwischen den 1870er und den 1950er Jahren moderner Grabschmuck.
Während heute Blumengestecke als Trauerkranz und Grabschmuck Verwendung finden, kamen ab den 1870er Jahren Perlgrabkränze in Mode. Ausgehend von französischen Vorbildern wurden Kränze aus Draht und Glaskügelchen gefertigt und als Grabschmuck angeboten. Sie wurden vor allem in Süddeutschland, aber auch im benachbarten Ausland verkauft.

## Herstellung
Die Perlen wurden in Handarbeit auf Drähte gespießt und diese von Hand zu kunstvollen Figuren gebogen. Häufig wurden Blumenmotive verwendet. Diese wurden in einem Kranz eingebaut, dessen Bukette maschinell erstellt wurde. In der Mitte der Kränze wurden vielfach ovale Mittelstücke mit Heiligenbildern oder Sinnsprüchen eingearbeitet. Die Perlen selbst stammten aus Fabriken in Böhmen, Mähren oder Venedig.
Hergestellt wurden Kränze unterschiedlicher Größe (und Preise). 1880 wurden für Kränze zwischen 50 Pfennig bis zu 100 Mark bezahlt. Auf der 1881er Frankfurter Patent- und Musterschutzmesse wurden 350 Pfund wiegende Schaukränze gezeigt.

## Produktionsstandorte
Die Tradition der Perlkranzherstellung stammt ursprünglich aus Frankreich und wurde Anfang der 1880er Jahre in Deutschland eingeführt. Produktionsstandorte für Perlkränze waren vor allem Straßburg, Mülhausen, Příbram in Böhmen, Walldürn und Oberreifenberg. In Oberreifenberg bestanden zwei Unternehmen, die für die lokale Wirtschaft erhebliche Bedeutung hatten. Neben 40 festangestellten Mitarbeitern wurden um 1912 etwa 125 Heimarbeiter, darunter 30 bis 40 Kinder beschäftigt.
1957 wurde die Produktion in Oberreifenberg aufgegeben und Geräte und Restbestände wurden an das letzte Konkurrenzunternehmen in Walldürn verkauft. Die 1907 erbaute ehemalige „Perlefabrik“ in Oberreifenberg ist heute in privater Hand und wird als Wohngebäude genutzt.

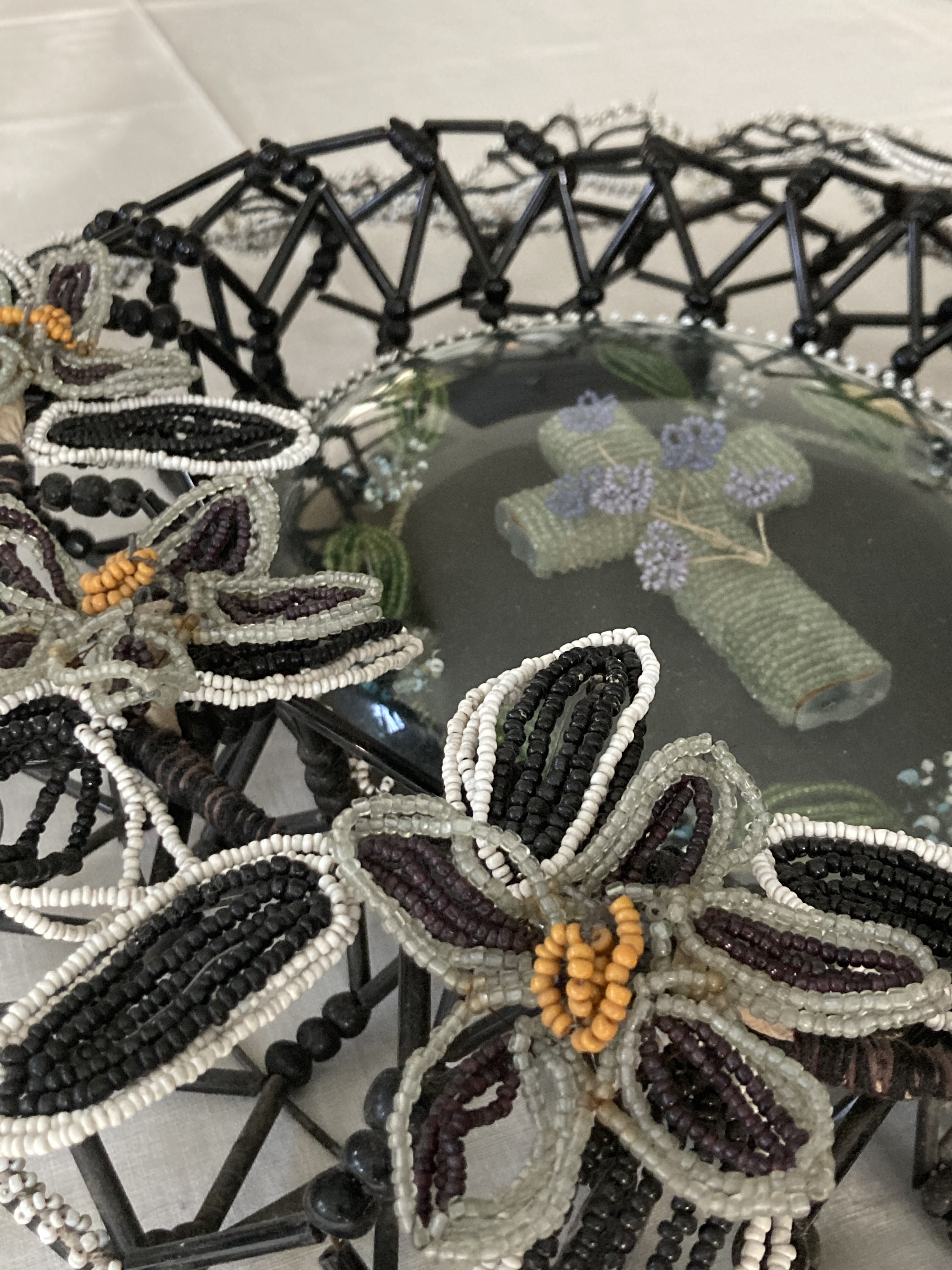
Die Perlen sind auf Draht aufgezogen.